# Студена (Смолянська область)
Сту́дена (болг. Студена) — село в Смолянській області Болгарії. Входить до складу общини Мадан.

## Населення
За даними перепису населення 2011 року у селі проживали 178 осіб.
Національний склад населення села:
| Національність   | Кількість осіб | Відсоток |
| ---------------- | -------------- | -------- |
| болгари          | 74             | 90,2%    |
| турки            | 0              | 0%       |
| цигани           | 0              | 0%       |
| інша             | 4              | 4,9%     |
| не визначились   | 4              | 4,9%     |
| Всього відповіли | 82             |          |

Розподіл населення за віком у 2011 році:
Динаміка населення: